# Cyrtopodium punctatum
Cyrtopodium punctatum o cañuela es una especie de orquídea litófita o de hábito terrestre. Esta especie se distingue por sus pseudobulbos grandes y muy carnosos, el escapo floral purpúreo con vainas grandes, escariosas y manchadas de purpúreo y la inflorescencia paniculada con muchas flores amarillas manchadas de purpúreo o café. Es originaria de República Dominicana (Santo Domingo.

## Descripción
Es una orquídea con pseudobulbos erectos, rígidos, largamente fusiformes, hasta 80 cm de largo y 6 cm de diámetro, cuando jóvenes revestidos con vainas foliares, cuando viejos desnudos y anillados. Las hojas son acuminadas, atenuadas hacia la base, con nervios longitudinales bien pronunciados. La inflorescencia es una panícula de hasta 1.2 m de largo, multiflora, emergiendo junto con el brote nuevo (retoño) de la base de los pseudobulbos, con vainas grandes e infladas de 6 cm de largo y 5 cm de ancho, verde-amarillentas con manchas purpúreas, la bráctea de 1.3 cm de largo, de color verde-amarillenta con manchas purpúreas o cafés, las flores de 3.5 cm de diámetro, los sépalos verde-amarillentos con manchas purpúreas, los pétalos amarillentos con pocas manchas, el labelo con los lobos laterales amarillo brillantes en la base y cafés hasta café-rojizos en los 3/4 superiores, lobo medio amarillo claro en el interior, amarillo-café en el borde, columna amarilla en la porción basal, verde en la porción apical; sépalos redondeados, de 20 mm de largo y 12 mm de ancho, con bordes fuertemente undulados; pétalos redondeados, 17 mm de largo y 12 mm de ancho, con bordes menos undulados y mucronados en el ápice; labelo 1 cm de largo y 9 mm de ancho, conspicuamente 3-lobado, los lobos laterales encorvados y carnosos, el lobo medio 5 mm de largo y 12 mm de ancho, con un borde apical de 3 mm de ancho, eroso-tuberculado, algo carnoso; columna 1.3 cm de largo, fuertemente encorvada, con un pie prominente; ovario 3.5 cm de largo, pedicelado.

## Distribución y hábitat
Se encuentra en Centroamérica distribuida en Florida, Cuba, México, República Dominicana y Haití siendo su hábitat en los flujos de lava a una altitud de 120–340 metros. Su floración se produce en febrero–abril.

## Propiedades
Indicaciones: Se usa el cocimiento de los pseudobulbos como pectoral, contra la tos seca, bronquitis y asma, en forma de jarabe. Se usa como emoliente y en contusiones, dislocaciones y fracturas. Se plantea su uso para evitar la caída del cabello y como dermático.

## Sinonimia
- Epidendrum punctatum L., Syst. Nat. ed. 10, 2: 1246 (1759).
- Cymbidium trinerve G.Mey., Prim. Fl. Esseq.: 258 (1818).
- Cyrtopodium bracteatum Linden ex Lindl., Orchid. Linden.: 23 (1846).
- Epidendrum mayzifolium Lindl., Fol. Orchid. 4: 93 (1853).
- Cyrtopodium speciosissimum Planch., Ann. Gén. Hort. 22: 179 (1877).[3]